# Blondie’s Holiday
Blondie’s Holiday ist eine US-amerikanische Filmkomödie in Schwarz-weiß aus dem Jahr 1947. Regie führte Abby Berlin, das Drehbuch schrieb Connie Lee nach den Comics von Chic Young. Die Hauptrollen spielten Penny Singleton und Arthur Lake. Blondie’s Holiday ist der zwanzigste Blondie-Film.

## Handlung
Dagwood Bumstead hat Post bekommen. Ein Werbebrief von Pete Brody, einem Wettvermittler, der Gewinne bei Pferderennen verspricht. Während Dagwood und seine Frau Blondie noch darüber sprechen, kommt ihr gemeinsamer Studienkollege Paul Madison zu Besuch und spricht sie auf einen zweiten bisher unbeachteten Brief an: Eine Feier zum 15-jährigen Jahrestag des gemeinsamen Uniabschlusses. Blondie, Paul und Cynthia Thompson sollen die Feier organisieren. So kommt Dagwood mal wieder sehr spät zur Arbeit. Sein Boss, Mr. Radcliffe, hat gehört, dass der Bankier Samuel Breckenridge eine neue Bank bauen wolle, und Radcliffe will den Auftrag dazu. Da Dagwood schon einmal eine Bank geplant hat, suchen die beiden Breckenridge auf. Der hatte zwar keine derartigen Pläne, aber Dagwood tritt so energisch auf, dass Putz von der Zimmerdecke Breckenridge auf den Kopf fällt, was diesen von der Notwendigkeit eines Neubaus überzeugt. Wieder zurück im Büro bekommt Dagwood dafür eine Gehaltserhöhung um 2,50 Dollar. Stolz erzählt er dies umgehend Blondie am Telefon und unterbricht damit das erste Planungstreffen. Paul und Cynthia bekommen das halb mit und denken, er bekäme 250 Dollar mehr. Daher beschließen sie, dass Dagwood die Party, die in einem Nobelhotel stattfinden soll, bezahlen werde. Blondie widerspricht zunächst nicht und bespricht das am Abend mit Dagwood. Sie erinnern sich daran, dass Dagwood von den Studienkollegen als Versager eingestuft worden war und beschließen, die Feier tatsächlich zu bezahlen. Allerdings muss Dagwood dazu um eine weitere Lohnerhöhung bitten.
Am nächsten Morgen steht in der Zeitung, dass Breckenridge jemand anderen die Bank bauen lassen wolle, und Radcliffe nimmt die Lohnerhöhung wieder zurück. Dagwood wendet sich daraufhin an Brody, während Radcliff per Anruf von Breckenridge erfährt, dass der weiterhin mit Radcliffe plane. So kommen Breckenridge und Brody gleichzeitig ins Büro. Als Breckenridge mitbekommt, dass Brody sein Geld ziemlich erfolglos mit Pferdewetten verdient, verlässt er entrüstet das Büro und will nichts mehr von einer Zusammenarbeit wissen. Daraufhin wird Dagwood gekündigt.
In der Zwischenzeit hat Blondie begonnen, aus Dagwoods Hüten modische Damenhüte zu machen. Bea Mason, eine weitere Studienkollegin, will diese für 200 Dollar abnehmen. Am Morgen vor der Feier bringt Dagwood die Hüte zu Bea und bekommt das Geld. Auf dem Rückweg trifft er zufällig direkt vor einem heimlichen weil verbotenen Wettbüro auf Brody, der ihn gleich hineinschickt. Dort überlegt er lange, auf welches Pferd er wetten soll. Dabei spricht ihn eine ältere Dame an, die sehr schnell eine erfolgreiche Wette platzieren kann. Es lässt sich von ihr eine weitere empfehlen, setzt versehentlich die ganzen 200 Dollar – und gewinnt 1200. Doch als er sich das Geld auszahlen lassen will stürmt die Polizei das Wettbüro. Alle flüchten. Dagwood hilft der Dame zu entkommen, wird als Folge davon aber verhaftet.
Zu Hause wartet Blondie vergeblich auf ihn und beschließt allein zu der Feier zu gehen, darauf hoffend, dass Dagwood mit dem Geld nachkomme. Der hat inzwischen Radcliffe angerufen, damit der ihm die Kaution zahle. Der kommt, überlegt aber lange, ob er das wirklich machen will. Er wird dabei von Breckenridge unterbrochen, der mit seiner Frau, der Dame aus dem Wettbüro, hinzukommt. Aus Dankbarkeit für den vermiedenen Skandal will er den Auftrag der Baufirma geben, die Dagwood anstellt. Daraufhin stellt Radcliffe seinen ehemaligen Mitarbeiter wieder ein, mit der Lohnerhöhung und einem Bonus in nicht festgelegter Höhe zur Bezahlung der Feier. Auf dem Weg dorthin lässt sich Dagwood Radcliffes Brieftasche geben. Sie kommen gerade noch rechtzeitig ins Hotel und erlösen Blondie von ihren Sorgen. Dagwood bezahlt die überraschend hohe Rechnung und gibt allen Kellnern ein großzügiges Trinkgeld, sehr zum Ärger von Radcliffe.
Running Gag mit dem Briefträger
Der Briefträger hat einen Weg gefunden, vor Dagwood sicher zu sein: Er kann sich den Weg in die gefährliche Zone sparen, weil Daisy, der Hund der Bumsteads, oder einer ihrer Welpen die Post abholt. Paul Madison ist dagegen nicht so vorsichtig und wird prompt umgerannt. Daraufhin meint er zu Dagwood: Du Dummkopf. Sehe ich aus wie der Briefträger?

## Hintergrund
Blondie’s Holiday wurde sowohl vor als auch hinter der Kamera mit den üblichen Beteiligten gedreht. Lediglich Danny Mummert, der sonst den Nachbarsjungen Alvin Fuddle spielte, fehlte. Er wurde durch Bobby Larson ersetzt. Der Familienhund Daisy fehlte erstmals in dieser Folge, weil der Hund beim Dreh des Films The Red Stallion benötigt wurde. Verantwortlicher Artdirector war erneut Ben Hayne, dieses Mal zusammen mit Rudolph Sternad. Für das Szenenbild waren Wilbur Menefee und Frank Kramer verantwortlich.
Der Film wurde von Columbia Pictures produziert und vertrieben. Gedreht wurde in der Zeit zwischen dem 5. und dem 27. November 1946. Die Uraufführung war am 10. April 1947. Über eine deutschsprachige Aufführung ist nichts bekannt.

## Rezeption
Die erneut wenigen Kritiken sahen exakt die gleiche Machart wie bei den anderen Filmen der Serie und den gleichen Slapstick. Der Film sei nicht besser oder schlechter als die Vorgänger, alle Gags und alle Szenen seien wie in den anderen Filmen, die Geschichte weit hergeholt und dümmlich. Trotzdem wurde Blondie’s Holiday als witzig empfunden. Penny Singleton und Arthur Lake gelinge es mit der Unterstützung ihrer Filmkinder Larry Simms und Marjorie Kent, so viel Normalität in ihre Verrücktheiten zu mischen, dass sie als Menschen erkennbar seien. Jerome Cowan sei ein guter Partner für Arthur Lake, und der Rest der Besetzung liefere einheitlich kompetente Leistungen ab.